# Grémévillers
Grémévillers est une commune française située dans le département de l'Oise en région Hauts-de-France.

## Géographie

### Localisation
Grémévillers est un village rural picard de plateau, proche du Pays de Bray, situé entre les bourgs de Songeons et de Marseille-en-Beauvaisis, à 23 km au nord-ouest de Beauvais, 46 km au sud-ouest de Beauvais et 60 km à l'est de Rouen.
Elle est traversée par l'ancienne Route nationale 30.

### Communes limitrophes
Les communes limitrophes sont  Achy, Lachapelle-sous-Gerberoy, Marseille-en-Beauvaisis, Martincourt, Morvillers, Roy-Boissy, Songeons et Vrocourt.
| Morvillers               | Roy-Boissy   | Marseille-en-Beauvaisis |
| Songeons                 | Grémévillers | Achy                    |
| Lachapelle-sous-Gerberoy | Vrocourt     | Martincourt             |

### Hydrographie
La commune est située dans le bassin Seine-Normandie. Elle n'est drainée par aucun cours d'eau,.

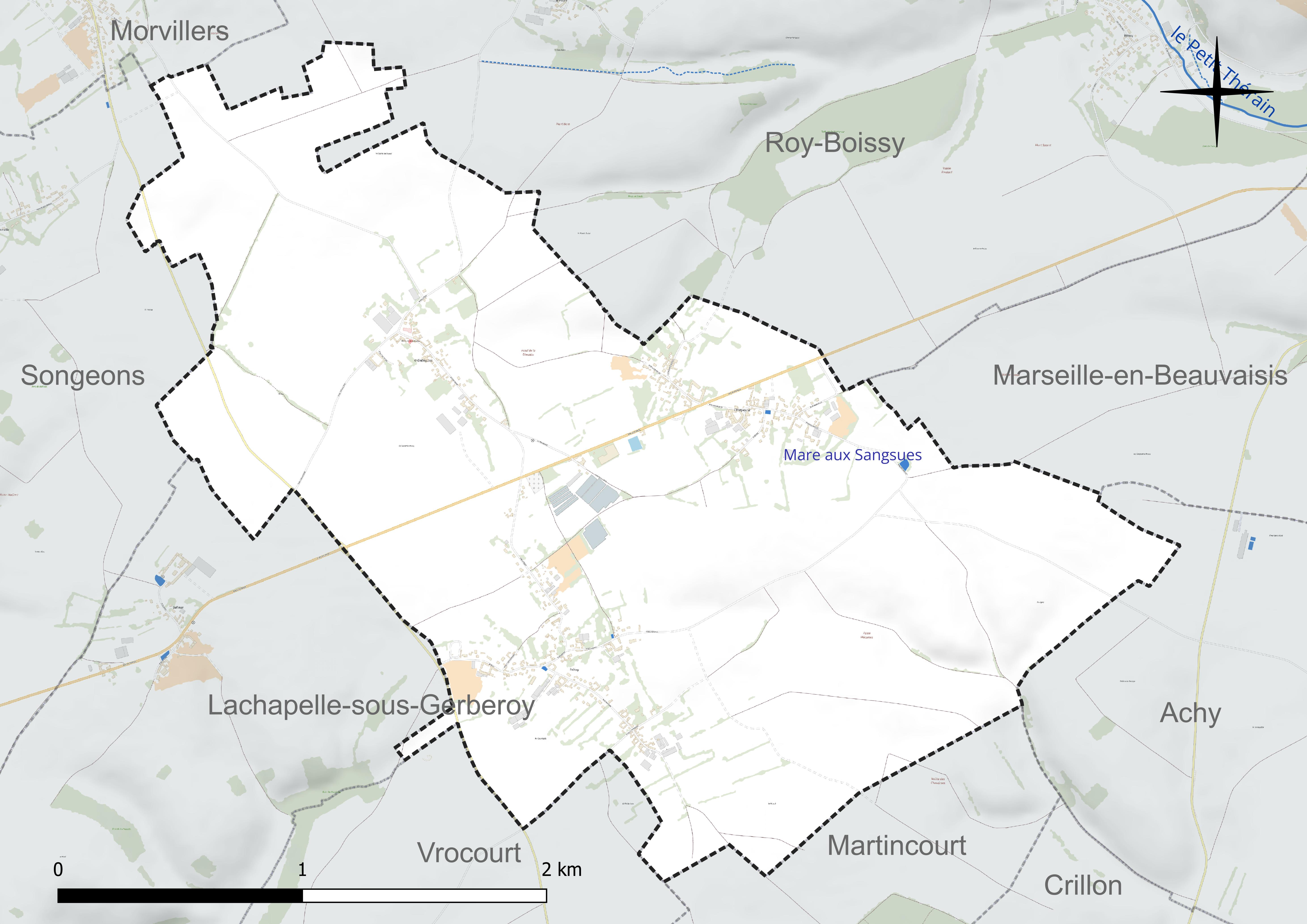
Réseau hydrographique de Grémévillers.

Un plan d'eau complète le réseau hydrographique : la mare aux Sangsues (0,1 ha),.

### Climat
Pour des articles plus généraux, voir Climat des Hauts-de-France et Climat de l'Oise.
En 2010, le climat de la commune est de type climat océanique altéré, selon une étude du CNRS s'appuyant sur une série de données couvrant la période 1971-2000. En 2020, Météo-France publie une typologie des climats de la France métropolitaine dans laquelle la commune est exposée à un climat océanique et est dans une zone de transition entre les régions climatiques « Nord-est du bassin Parisien » et « Côtes de la Manche orientale ».
Pour la période 1971-2000, la température annuelle moyenne est de 10 °C, avec une amplitude thermique annuelle de 14,1 °C. Le cumul annuel moyen de précipitations est de 813 mm, avec 12,4 jours de précipitations en janvier et 8,4 jours en juillet. Pour la période 1991-2020, la température moyenne annuelle observée sur la station météorologique la plus proche, située sur la commune de Saint-Arnoult à 9 km à vol d'oiseau, est de 10,4 °C et le cumul annuel moyen de précipitations est de 797,2 mm,. Pour l'avenir, les paramètres climatiques de la commune estimés pour 2050 selon différents scénarios d'émission de gaz à effet de serre sont consultables sur un site dédié publié par Météo-France en novembre 2022.

## Urbanisme

### Typologie
Au 1er janvier 2024, Grémévillers est catégorisée commune rurale à habitat dispersé, selon la nouvelle grille communale de densité à sept niveaux définie par l'Insee en 2022.
Elle est située hors unité urbaine. Par ailleurs la commune fait partie de l'aire d'attraction de Beauvais, dont elle est une commune de la couronne,. Cette aire, qui regroupe 162 communes, est catégorisée dans les aires de 50 000 à moins de 200 000 habitants,.

### Occupation des sols

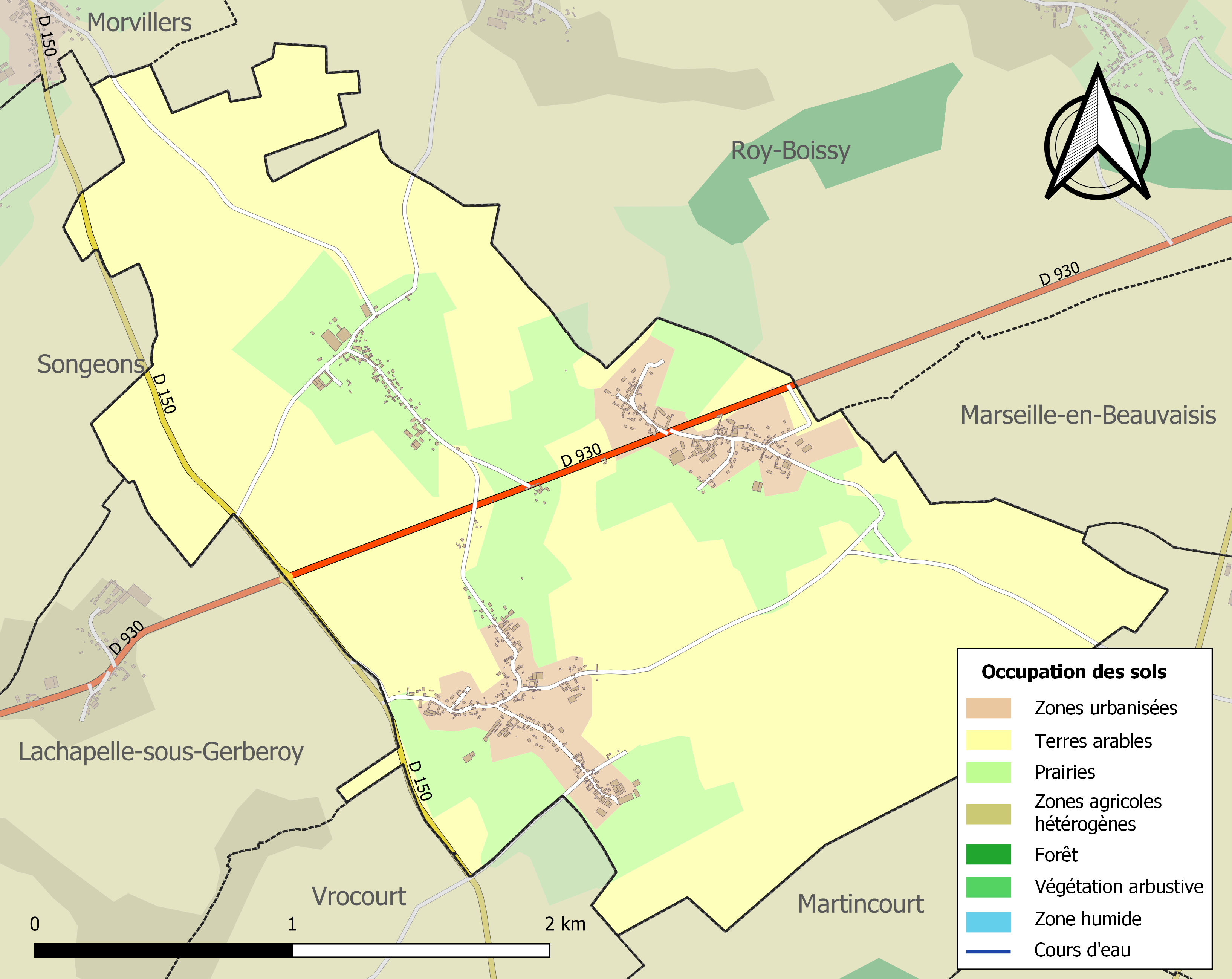
Carte des infrastructures et de l'occupation des sols de la commune en 2018 (CLC).

L'occupation des sols de la commune, telle qu'elle ressort de la base de données européenne d'occupation biophysique des sols Corine Land Cover (CLC), est marquée par l'importance des territoires agricoles (92,4 % en 2018), une proportion identique à celle de 1990 (92,4 %). La répartition détaillée en 2018 est la suivante : 
terres arables (69,6 %), prairies (22,8 %), zones urbanisées (7,6 %). L'évolution de l'occupation des sols de la commune et de ses infrastructures peut être observée sur les différentes représentations cartographiques du territoire : la carte de Cassini (XVIIIe siècle), la carte d'état-major (1820-1866) et les cartes ou photos aériennes de l'IGN pour la période actuelle (1950 à aujourd'hui).

### Lieux-dits, hameaux et écarts
Le village comprend deux hameaux : Choqueuse, sur l'ex-RN 30 et Frétoy.

### Habitat et logement
En 2018, le nombre total de logements dans la commune était de 206, alors qu'il était de 198 en 2013 et de 175 en 2008.
Parmi ces logements, 86,1 % étaient des résidences principales, 10 % des résidences secondaires et 4 % des logements vacants. Ces logements étaient pour 98,5 % d'entre eux des maisons individuelles et pour 1,5 % des appartements.
Le tableau ci-dessous présente la typologie des logements à Grémévillers en 2018 en comparaison avec celle de l'Oise et de la France entière. Une caractéristique marquante du parc de logements est ainsi une proportion de résidences secondaires et logements occasionnels (10 %) supérieure à celle du département (2,5 %) et comparable à celle de la France entière (9,7 %). Concernant le statut d'occupation de ces logements, 80,3 % des habitants de la commune sont propriétaires de leur logement (82,4 % en 2013), contre 61,4 % pour l'Oise et 57,5 % pour la France entière.
| Typologie                                               | Grémévillers | Oise | France entière |
| ------------------------------------------------------- | ------------ | ---- | -------------- |
| Résidences principales (en %)                           | 86,1         | 90,4 | 82,1           |
| Résidences secondaires et logements occasionnels (en %) | 10           | 2,5  | 9,7            |
| Logements vacants (en %)                                | 4            | 7,1  | 8,2            |

### Voies de communication et transports
La commune est desservie, en 2023, par les lignes 612, 6104, 6113, 6150 et 6151 du réseau interurbain de l'Oise.

## Toponymie
La localité est attestée sous les formes Germerivilla (1145) ; Geremari villa (1150) ; Gillemerville (1150) ; Gremeviller (1164) ; Gremerviler (1170) ; Gremevillare (1171) ; Grimerviller (1172) ; Grumerviler (1175) ; Grumeviler (1206) ; Grumeviller (1219) ; Willame de Gremerviler (1260) ; Grezmeviller (vers 1270) ; Gremevillaris (1286) ; Grumevillers (1292) ; Gremeviler (1292) ; Gremevillier (XVe) ; Grimiviller (1575) ; Gremainvillers (vers 1580) ; Gremainvilliers (vers 1580) ; Gremevillers (1667) ; Grémévillers (1840).

## Histoire
Louis Graves indiquait en 1836, « La seigneurie était possédée , au douzième siècle, par la maison de Milly, dont un membre donna, en 1190, la dixme de la paroisse au chapitre Saint-Michel de Beauvais. Elle appartint, dans le quinzième siècle, à la maison Descourtils, originaire du pays de Liège ; elle fut ensuite vendue aux Carvoisins d'Achy, desquels elle passa à la famille de Templeux. Damien de Templeux, historien de Picardie , prenait le titre de seigneur de Frétoy et Grémévillers. Ce domaine qui vint par alliance à la maison de Mouchi-Campereuse-ville, appartient aujourd'hui à celle de Béthune ».
Le château de Grémévilliers, construit en 1630, a été démoli en 1956[réf. nécessaire]. Il n'en subsiste que des vestiges du mur d'enceinte.
Circonscriptions d'Ancien Régime
La paroisse relevait de la juridiction dénommée prévôté royale de Beauvaisis à Grandvilliers, qui relevait du bailliage d'Amiens,ou, pour une autre partie de la paroisse, de celui de Beauvais, de la généralité de Paris et l'élection de Beauvais.

## Politique et administration

### Rattachements administratifs et électoraux

#### Rattachements administratifs
La commune se trouve dans l'arrondissement de Beauvais du département de l'Oise
Elle faisait partie depuis 1802  du canton de Songeons. Dans le cadre du redécoupage cantonal de 2014 en France, cette circonscription administrative territoriale a disparu, et le canton n'est plus qu'une circonscription électorale.

#### Rattachements électoraux
Pour les élections départementales, la commune fait partie depuis 2014 du canton de Grandvilliers
Pour l'élection des députés, elle fait partie depuis 1988 de la deuxième circonscription de l'Oise.

### Intercommunalité
La commune est membre de la Communauté de communes de la Picardie Verte, un établissement public de coopération intercommunale (EPCI) à fiscalité propre créé fin 1996 et auquel la commune avait transféré un certain nombre de ses compétences, dans les conditions déterminées par le code général des collectivités territoriales.

### Liste des maires
| Période                                  | Période                       | Identité        | Étiquette | Qualité                                                                               |
| ---------------------------------------- | ----------------------------- | --------------- | --------- | ------------------------------------------------------------------------------------- |
| Les données manquantes sont à compléter. |                               |                 |           |                                                                                       |
| juin 1995                                | mai 2020                      | Joël Bernardin  |           | Retraité de la métallurgie Vice-président de la CC de la Picardie Verte (2014 → 2020) |
| mai 2020                                 | En cours (au 17 juillet 2023) | Olivier Ancelin |           | Technicien d'essais dans le secteur de l'automobile                                   |

## Équipements et services publics

### Enseignement
Les enfants de la commune sont scolarisés au sein d'un regroupement pédagogique intercommunal qui regroupe Grémévillers, Morvillers et Omécourt et qui accueille en février 2016 dans les deux écoles de Grémévillers et Morvillers 128 élèves,. Grémévillers accueille la cantine des écoles.

### Culture
Une boite à livre a été implantée devant la mairie en 2017, ou chacun peut librement troquer ses livres, en complément de la bibliothèque ouverte en 2015 au 1er étage de la mairie.

## Population et société

### Démographie

#### Évolution démographique
L'évolution du nombre d'habitants est connue à travers les recensements de la population effectués dans la commune depuis 1793. Pour les communes de moins de 10 000 habitants, une enquête de recensement portant sur toute la population est réalisée tous les cinq ans, les populations de référence des années intermédiaires étant quant à elles estimées par interpolation ou extrapolation. Pour la commune, le premier recensement exhaustif entrant dans le cadre du nouveau dispositif a été réalisé en 2006.

En 2022, la commune comptait 479 habitants, en évolution de +5,74 % par rapport à 2016 (Oise : +0,87 %, France hors Mayotte : +2,11 %).
| 1793 | 1800 | 1806 | 1821 | 1831 | 1836 | 1841 | 1846 | 1851 |
| ---- | ---- | ---- | ---- | ---- | ---- | ---- | ---- | ---- |
| 750  | 733  | 742  | 708  | 698  | 716  | 720  | 685  | 649  |

| 1856 | 1861 | 1866 | 1872 | 1876 | 1881 | 1886 | 1891 | 1896 |
| ---- | ---- | ---- | ---- | ---- | ---- | ---- | ---- | ---- |
| 618  | 567  | 521  | 504  | 506  | 480  | 477  | 427  | 442  |

| 1901 | 1906 | 1911 | 1921 | 1926 | 1931 | 1936 | 1946 | 1954 |
| ---- | ---- | ---- | ---- | ---- | ---- | ---- | ---- | ---- |
| 413  | 386  | 354  | 332  | 291  | 302  | 324  | 341  | 297  |

| 1962 | 1968 | 1975 | 1982 | 1990 | 1999 | 2006 | 2011 | 2016 |
| ---- | ---- | ---- | ---- | ---- | ---- | ---- | ---- | ---- |
| 307  | 270  | 289  | 301  | 289  | 355  | 346  | 412  | 453  |

| 2021 | 2022 | - | - | - | - | - | - | - |
| ---- | ---- | - | - | - | - | - | - | - |
| 477  | 479  | - | - | - | - | - | - | - |

#### Pyramide des âges
La population de la commune est relativement jeune.
En 2018, le taux de personnes d'un âge inférieur à 30 ans s'élève à 39,6 %, soit au-dessus de la moyenne départementale (37,3 %). À l'inverse, le taux de personnes d'âge supérieur à 60 ans est de 19,4 % la même année, alors qu'il est de 22,8 % au niveau départemental.
En 2018, la commune comptait 242 hommes pour 224 femmes, soit un taux de 51,93 % d'hommes, largement supérieur au taux départemental (48,89 %).
Les pyramides des âges de la commune et du département s'établissent comme suit.
| Hommes | Classe d’âge | Femmes |
| ------ | ------------ | ------ |
| 0,0    | 90 ou +      | 0,4    |
| 5,0    | 75-89 ans    | 6,8    |
| 13,5   | 60-74 ans    | 13,2   |
| 17,8   | 45-59 ans    | 13,7   |
| 25,2   | 30-44 ans    | 24,8   |
| 14,5   | 15-29 ans    | 22,5   |
| 24,0   | 0-14 ans     | 18,5   |

| Hommes | Classe d’âge | Femmes |
| ------ | ------------ | ------ |
| 0,5    | 90 ou +      | 1,4    |
| 5,5    | 75-89 ans    | 7,6    |
| 15,6   | 60-74 ans    | 16,3   |
| 20,8   | 45-59 ans    | 20     |
| 19,4   | 30-44 ans    | 19,4   |
| 17,6   | 15-29 ans    | 16,2   |
| 20,6   | 0-14 ans     | 19,1   |

## Économie
Le village a essentiellement une activité agricole.
Une exploitation de maraîchage bio est implantée au village, dont la production est vendue, en 2017, localement dans un distributeur automatique, au marché de Beauvais, un grossiste à Rungis et des associations pour le maintien d'une agriculture paysanne (AMAP), à Beauvais et à Paris,. La ferme de la Chapelle Saint-Jean produit, elle, des fromages affinés, tels sa tomme au foin ou au cidre, le rollot, le petit Gerberoy, le bray picard et le Crèvecœur, créé en 2018 et dispose également d'un distributeur automatique,,.
Une station service automatique — où l'on trouve également des distributeurs automatiques de fruits et légumes, ainsi que de fromages artisanaux — a ouvert en 2016 sur la RN 30, où circulent chaque jour 2 500 véhicules, dont 500 poids lourds

## Culture locale et patrimoine

### Lieux et monuments

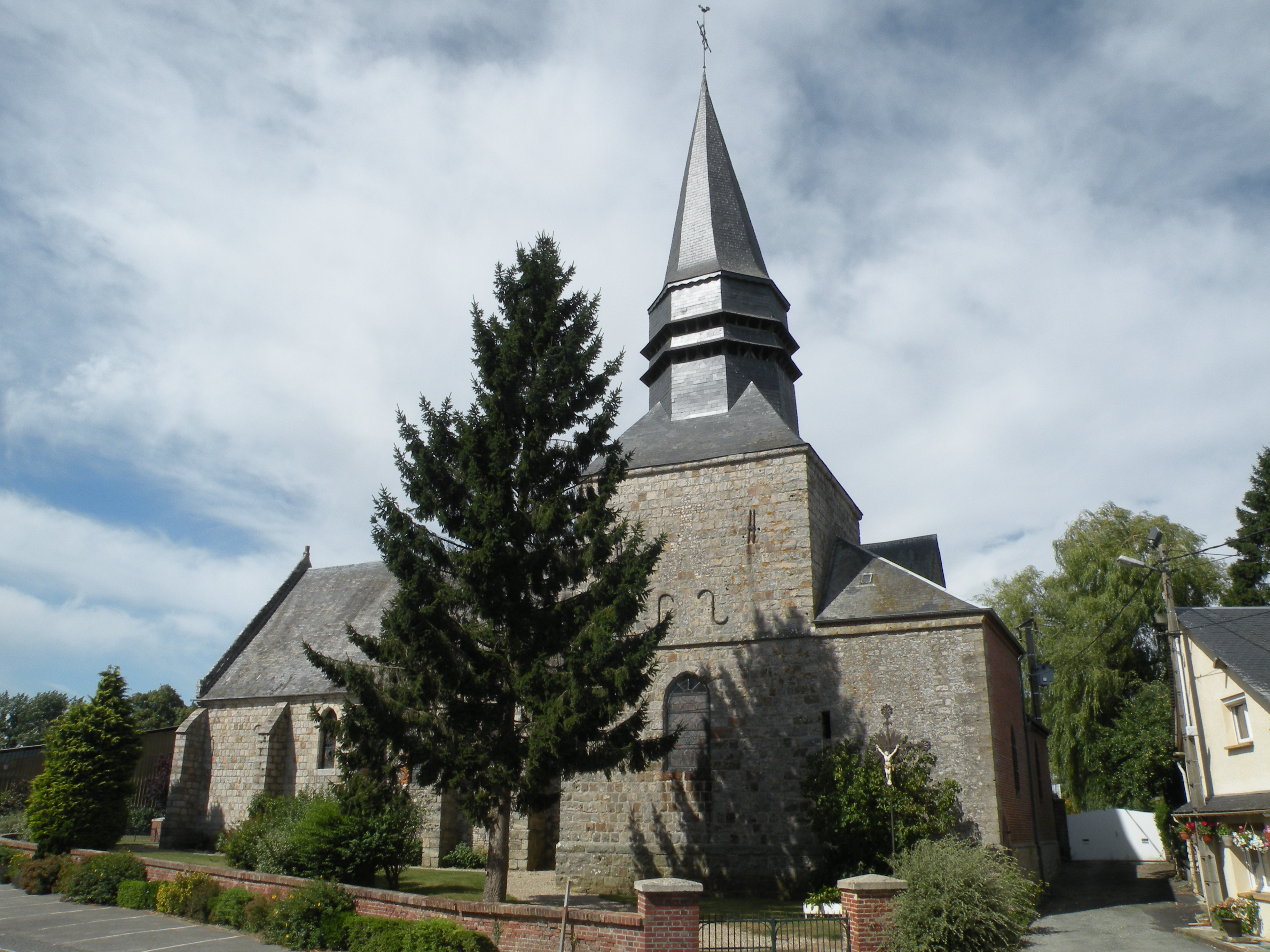
L'église.

- Église Saint-Rémi, du XVIIe siècle, construite en blocs de grès, en moellons de silex et en damier de grès et silex. Sa charpente est en forme de carène de bateau. Dans la chapelle occupant la base du clocher se trouve un autel avec retable de style Louis XVI[34],[15].

- Chapelle Notre-Dame-de-Bon-Secours construite en 1620 à Frétoy[15].